# Willy Martin
Willy Martin (Caraballeda, 27 luglio 1987) è un attore, cantante e modello venezuelano.

## Biografia
Fin dall'infanzia è stato membro del Grupo de Teatro Mitológico Griego Hybris diretto da Chely Escalona, partecipando a varie opere di teatro. La sua prima apparizione in televisione è nel 1993 nel programma Hay que oír a los niños. Nel 2004 partecipa alla telenovela Sabor a ti e l'anno successivo a Mundo de Sueños su Televen. Prende anche parte al film El Caracazo. Sempre in quell'anno, è protagonista nella telenovela Guayoyo Express. Martin è anche co-protagonista nelle due stagioni della telenovela Isa TVB. Nel 2012 prende parte alla seconda stagione di Grachi, dove interpreta Leo Martínez.

## Filmografia

### Cinema
- El caracazo, regia di Román Chalbaud (2005)

### Televisione
- ¡Qué buena se puso Lola! – serial TV (2004)
- Sabor a ti – serial TV (2004)
- Guayoyo Express – serial TV (2005-2006)
- El gato tuerto – serial TV (2007)
- Isa TVB (Isa TKM ) – serial TV (2008-2010)
- La Banda – serial TV (2010-2011)
- Mentes en shock – serial TV, 1 episodio (2011)
- Grachi – serial TV (2012-2013)
- Betty en NY – serial TV (2019)

## Discografia

### Colonne sonore
- 2012 – Grachi - La vida es maravillosamente mágica Volumen 2

## Doppiatori italiani
Nelle versioni in italiano delle opere in cui ha recitato, Willy Martin è stato doppiato da:
- Marco Vivio in Grachi[5]